# Мерёжа (деревня)
Мерёжа — деревня в Устюженском районе Вологодской области.
Входит в состав Лентьевского сельского поселения (с 1 января 2006 года по 9 апреля 2009 года была центром Мерёжского сельского поселения), с точки зрения административно-территориального деления — центр Мерёжского сельсовета.
Расположена на берегах реки Мерёжа при её впадении в Чагодощу. Расстояние до районного центра Устюжны по автодороге — 35 км, до центра муниципального образования деревни Лентьево по прямой — 14 км. Ближайшие населённые пункты — Вешки, Окулово, Орёл.
Население по данным переписи 2002 года — 131 человек (57 мужчин, 74 женщины). Преобладающая национальность — русские (98 %).